# Červený Újezd (okres Benešov)
Červený Újezd (nazývaná též Červený Újezd u Votic nebo Červený Újezd u Miličína) je obec v okrese Benešov ve Středočeském kraji. Leží v povodí Mastníku. Má 344 obyvatel.
Ve vzdálenosti osmnáct kilometrů jižně leží město Tábor, osmnáct kilometrů severozápadně město Sedlčany, 21 kilometrů jižně město Sezimovo Ústí, 23 kilometrů jihozápadně město Milevsko, pět kilometrů východoseverovýchodně obec Miličín, devět kilometrů severně město Votice a šest kilometrů západoseverozápadně město Sedlec-Prčice.

## Historie
První zmínku o obci nalezneme v historických pramenech v roce 1352.

## Obyvatelstvo
| Rok            | 1869 | 1880 | 1890 | 1900 | 1910 | 1921 | 1930 | 1950 | 1961 | 1970 | 1980 | 1991 | 2001 | 2011 | 2021 |
| -------------- | ---- | ---- | ---- | ---- | ---- | ---- | ---- | ---- | ---- | ---- | ---- | ---- | ---- | ---- | ---- |
| Počet obyvatel | 789  | 774  | 738  | 670  | 682  | 666  | 609  | 515  | 495  | 410  | 354  | 341  | 303  | 314  | 350  |
| Počet domů     | 102  | 110  | 112  | 110  | 111  | 111  | 119  | 136  | 118  | 113  | 104  | 133  | 147  | 135  | 146  |

## Obecní správa

### Územněsprávní začlenění
Dějiny územněsprávního začleňování zahrnují období od roku 1850 do současnosti. V chronologickém přehledu je uvedena územně administrativní příslušnost obce v roce, kdy ke změně došlo:
- 1850 země česká, kraj České Budějovice, politický a soudní okres Votice[6]
- 1855 země česká, kraj Tábor, soudní okres Votice
- 1868 země česká, politický okres Sedlčany, soudní okres Votice
- 1869 země česká, politický okres Sedlčany, soudní okres Votice, obec Smilkov[7]
- 1880 země česká, politický okres Sedlčany, soudní okres Votice[7]
- 1939 země česká, Oberlandrat Tábor, politický okres Sedlčany, soudní okres Votice[8]
- 1942 země česká, Oberlandrat Praha, politický okres Sedlčany, soudní okres Votice[9]
- 1945 země česká, správní okres Sedlčany, soudní okres Votice[10]
- 1949 Pražský kraj, okres Votice[11]
- 1960 Středočeský kraj, okres Benešov
- 2003 Středočeský kraj, okres Benešov, obec s rozšířenou působností Votice

### Části obce
- Červený Újezd
- Horní Borek
- Milhostice
- Nové Dvory
- Styrov
- Třetužel

Od 1. ledna 1980 do 23. listopadu 1990 k obci patřil i Báňov.

### Obecní symboly
Znak a vlajka byly obci uděleny rozhodnutím předsedy Poslanecké sněmovny Parlamentu České republiky dne 10. září 2021.

## Společnost

### Rok 1932
V obci Červený Újezd (přísl. Styrov, Vestec, 400 obyvatel, četnická stanice, katol. kostel) byly v roce 1932 evidovány tyto živnosti a obchody: cihelna, holič, hostinec, kovář, 2 mlýny, obuvník, řezník, 2 obchody se smíšeným zbožím, Spořitelní a záložní spolek pro školní obec Červený Újezd, trafika, truhlář, velkostatek Hájek, obchod se zemskými plodinami.

## Současnost

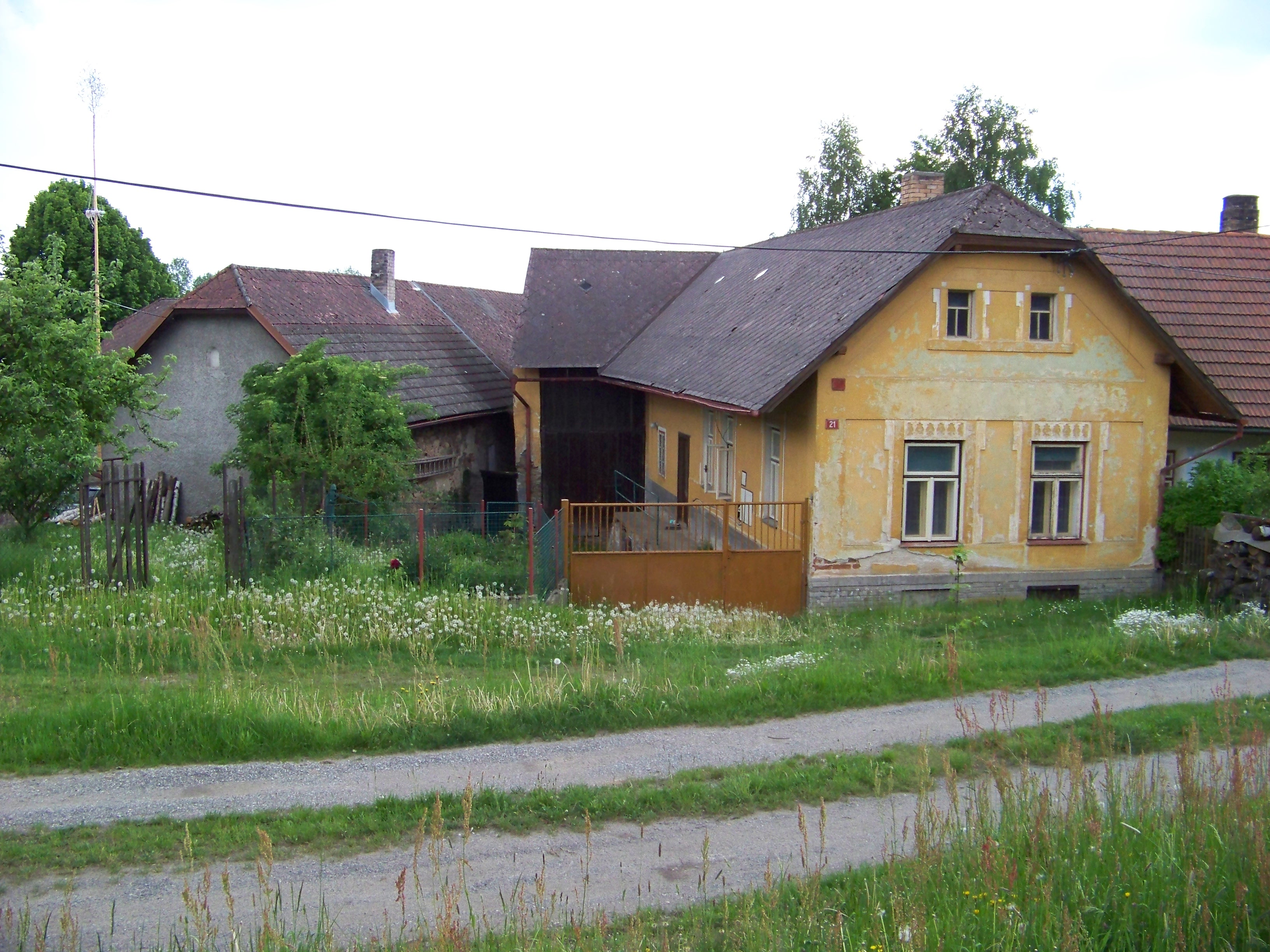
Statek č. p. 21

V Červeném Újezdu je pošta, obecní úřad, kostel svatého Matouše a zemědělský statek (bývalé JZD). Pro využití volného času je v obci k dispozici sportovní hřiště, Škola v obci již nefunguje, školní budova v Červeném Újezdu stojí.
V Milhosticích je zámek z 18. století.

## Doprava
Územím obce prochází železniční trať 220 (Praha -) Benešov u Prahy - Tábor - České Budějovice, která má asi půl kilometru východně od vsi Červený Újezd zastávku Červený Újezd u Votic (u Milhostic ani Nových Dvorů zastávky nemá). Doprava na trati byla zahájena roku 1871.
Území obce má severně od Styrova a Nových Dvorů protnout plánovaná dálnice D3. Zatím obcí procházejí jen silnice III. třídy, obec se nachází přibližně uprostřed trojúhelníku tvořeného silnicemi II/120 (Sudoměřice u Tábora – Prčice), III/121 (Prčice – Votice) a silnicí I/3. Milhostice, Červený Újezd a Nové Dvory leží při silnici III/12139, z níž v Červeném Újezdu odbočuje na západ silnice III/1204 do Prčice. Horní Borek leží při silnici III/12142, která na silnici 12139 navazuje v Ješeticích. Styrov a Třetužel jsou mimo silniční síť, dostupné po zpevněných cestách od Horního Borku, Styrov též od Červeného Újezda kolem železniční zastávky.
Veřejná doprava 2012
- Autobusová doprava – V pracovních dnech jezdí po území obce dvě autobusové linky SID: E84 Votice – Miličín – Mezno (denně 2 až 3 páry spojů ve směru silnic 12139 a 12142) (dopravce ČSAD Benešov, a. s.) a D66 Sedlec-Prčice – Červený Újezd (3 páry spojů, z toho 2 jen ve školních dnech) (dopravce Veolia Transport Praha, s. r. o.).

- Železniční doprava – Železniční zastávkou Červený Újezd u Votic jezdilo v pracovních dnech 13 osobních vlaků, o víkendu 8 osobních vlaků. Rychlíky zde projížděly.

## Turistika

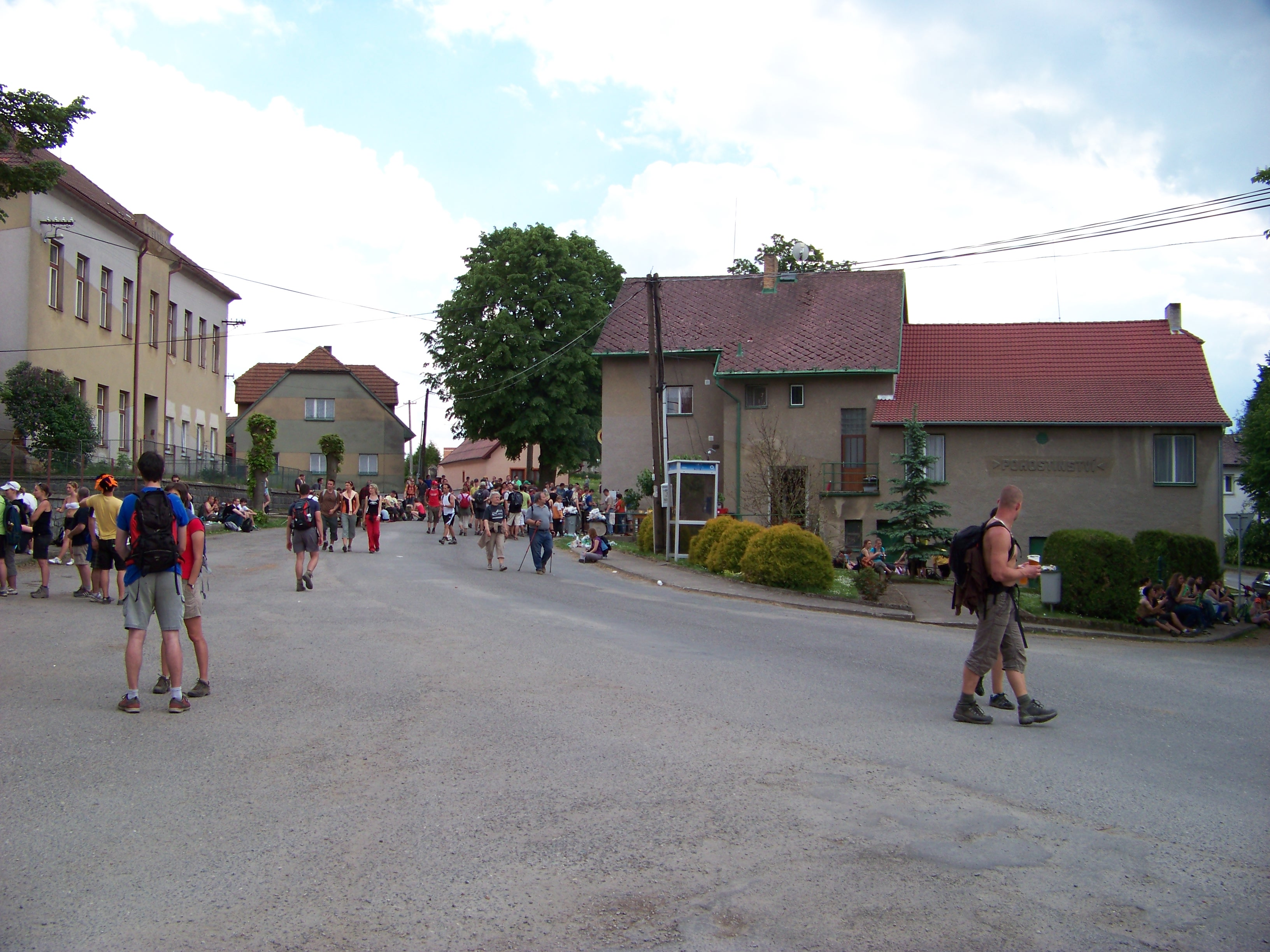
Náves v den konání pochodu Praha-Prčice

- Cyklistika – Obcí vede cyklotrasa č. 0075 Votice - Heřmaničky - Červený Újezd - Mezno.

- Pěší turistika – Obcí prochází turistická trasa  Větrov - Červený Újezd - Říkov - Sedlec-Prčice severojižním směrem a turistická trasa  Sedlec-Prčice - Ješetice - Třebužel - Nad Nuzovem západovýchodním směrem. Přes Červený Újezd tradičně prochází jedna či více tras pochodu Praha-Prčice.

## Pamětihodnosti
- Zámek Červený Újezd
- Kostel svatého Matouše
- Výklenková kaplička svatého Jana Nepomuckého
- Villa č.p 32, Archa Villa Vallila